# El hacha diabólica
Série
Atacan las brujas
(1968) Profanadores de tumbas
(1966)
Pour plus de détails, voir Fiche technique et Distribution.
El hacha diabólica (trad. litt. : « La hache diabolique ») est un film mexicain de José Díaz Morales de 1965. C'est le treizième film d'El Santo, el enmascarado de plata. José Diaz Morales réalisa quatre films d'El Santo en un an, de 1964 à 1965 : Atacan las brujas, El hacha diabólica, Profanadores de tumbas et El barón Brákola.

## Fiche technique
- Titre original : El hacha diabólica
- Titre anglais ou international : Santo vs. the Diabolical Hatchet
- Titre(s) anglais alternatif(s) : The Diabolical Hatchet
- Réalisation : José Díaz Morales
- Scénario : Rafael García Travesi, Fernando Osés
- Photographie : Eduardo Valdés
- Montage : José Juan Munguía
- Musique : Jorge Pérez
- Production : Luis Enrique Vergara[2]
- Société(s) de production : Cinecomisiones, Filmica Vergara Comisiones
- Pays d’origine :  Mexique
- Langue originale : espagnol
- Format : noir et blanc — 35 mm — 1.37,1 — son Mono
- Genre : aventure, horreur
- Durée : 74 minutes
- Dates de sortie :
  - Mexique : 27 août 1965

## Distribution
- El Santo : Santo (Santo El Enmascarado de Plata)
- Lorena Velázquez : Isabel de Arango
- Fernando Osés : Encapuchado Negro
- Bety González : Alicia
- Mario Sevilla : Abraca / Dr. Zanoni
- Mario Orea : moine
- Guillermo Hernández : Lobo Negro (as Guillermo Hernandez 'Lobo Negro')
- José Alvarez Valdez
- Mario Zebadúa 'Colocho : Reporter (as Mario Zebadua 'Colocho')
- Martha Lasso Rentería